# 613 a.C.

## Eventos
- Zhou Kuangwang torna-se rei durante a Dinastia Zhou[1]

## Mortes
- Zhou Qingwang, rei da Dinastia Zhou[1]